# Alamada
Alamada est une municipalité de la province de Cotabato, aux Philippines. En 2015, la localité compte 64 596 habitants.